# صوفي سكوت
صوفي سكوت (بالإنجليزية: Sophie Scott)‏ هي عالمة أعصاب بريطانية، ولدت في 1966 في بلاكبرن في المملكة المتحدة.

## وصلات خارجية
- الموقع الرسمي